# Karl von Podjursky
Karl von Podjursky (* 29. März 1720; † 12. Mai 1781 in Wartenberg) war ein preußischer Generalmajor, Chef des Husarenregiments Nr. 4 und Ritter des Ordens Pour le Mérite.

## Leben

### Herkunft
Er entstammt einem alten polnischen Geschlecht. Seine Eltern waren der polnische Hauptmann Christoph von Podjursky und dessen Ehefrau Katharina von Zandrowitz. Sein Vater hatte bereits unter Johann III. Sobieski gegen die Türken gekämpft.

### Militärlaufbahn
Mit Beginn der Schlesischen Kriege im Jahr 1741 kam Podjursky als Sekondeleutnant in das Husarenregiment „von Natzmer“ und wurde noch im gleichen Jahr Premierleutnant. Er nahm an den Schlachten von Hohenfriedberg und Soor teil.
1746 wurde er Stabsrittmeister und am 25. Dezember 1748 Rittmeister. Während des Siebenjährigen Krieges wurde er 1757 Major und am 25. Dezember 1759 Oberstleutnant. Podjursky nahm an den Schlachten von Reichenberg, Prag, Kolin, Leuthen, Hochkirch, Kay, Kunersdorf und Torgau teil. Außerdem konnte er sich 1761 bei Plauen auszeichnen. An der Spitze des II. Bataillons des Regiments griff er die zurückweichende Reichsarmee an und erbeutete drei Kanonen. Bei einem Vorpostengefecht bei Röhrsdorf machte er 50 Gefangene und dazu 70 Beutepferde.
Im Jahr 1768 wurde er Oberst und 1770 Regimentschef. Bemerkenswerterweise hatte Podjursky seine gesamte Laufbahn im gleichen Regiment verbracht. Am 9. Juni 1775 wurde er zum Generalmajor ernannt und erhielt den Orden Pour le Mérite.

### Familie
Podjursky heiratete 1772 Karoline Wilhelmine Erdmuthe von Salisch und nach deren Tod in zweiter Ehe 1778 Johanna Christine Wilhelmine von Koschembahr (* 13. Januar 1761: † 9. Juli 1816). Die Ehe blieb ohne Kinder. Die Witwe heiratete den Oberstleutnant Heinrich Leopold von Forcade, Chef eines Füsilierbataillons.